# Doraemon - The Movie: Il dinosauro di Nobita
Doraemon - The Movie: Il dinosauro di Nobita (ドラえもん のび太の恐竜 2006?, Doraemon - Nobita no kyōryū 2006, lett. Doraemon - Il dinosauro di Nobita 2006) è un film d'animazione del 2006 diretto da Ayumu Watanabe.
È un film giapponese per bambini (kodomo), remake di Doraemon nel paese preistorico del 1980, nonché il ventiseiesimo film d'animazione tratto dalla serie Doraemon di Fujiko Fujio. Per lo più è il primo film della serie legato alla serie del 2005.

## Trama
Nobita trova un uovo di dinosauro fossilizzato, ma riesce a portarlo alla sua forma originale grazie ad uno dei gadget tecnologici di Doraemon. Dall'uovo nasce un cucciolo di futabasauro di cui Nobita, Doraemon e gli altri decidono di prendersi cura. Tuttavia ben presto il piccolo dinosauro, battezzato Piske, diverrà troppo grande per essere tenuto nascosto. Per tale ragione Doraemon e gli altri decidono di viaggiare indietro nel tempo per riportare Piske alla sua epoca per permettergli di trascorrere un'esistenza normale.
Tuttavia, dei cacciatori venuti dal futuro sono decisi a impadronirsi di Piske per venderlo, perciò Doraemon e la sua banda dovranno proteggere a tutti i costi il piccolo dinosauro. A complicare ulteriormente le cose, Doraemon porta Piske in America per causa di un errore della macchina del tempo e la banda dovrà affrontare un lungo e complicato viaggio per riportare Piske in Giappone.

### Dinosauri apparsi
- Futabasaurus
- Tyrannosaurus rex
- Alamosaurus
- Pteranodon
- Quetzalcoatlus
- Ornithomimus
- Elasmosaurus
- Stegosaurus
- Spinosaurus
- Triceratops
- Ankylosaurus
- Pachycephalosaurus
- Parasaurolophus

## Colonna sonora

### Sigle
| Giappone | Giappone                      | Giappone       |
| Tipo     | Titolo                        | Cantante       |
| -------- | ----------------------------- | -------------- |
| Opening  | Hagu shichao (ハグしちゃお??) | Rimi Natsukawa |
| Ending   | Boku Note (ボクノート?)       | Sukima Switch  |

## Distribuzione
Il film è stato proiettato per la prima volta nelle sale cinematografiche giapponesi il 4 marzo 2006. In Italia, il film è stato trasmesso su Boing il 24 novembre 2013 e su Boomerang nel luglio 2014. 

### Edizione italiana
L'edizione italiana è curata da Tania Gaspardo per Boing S.p.A., doppiata presso la Merak Film di Milano su dialoghi di Marina Mocetti Spagnuolo e Manuela Scaglione e la direzione del doppiaggio è di Sergio Romanò.
Il titolo italiano ufficiale del film è Doraemon - The Movie: Il dinosauro di Nobita, ma Boing e Boomerang negli spot promozionali intitolano semplicemente la pellicola Doraemon: Il dinosauro di Nobita.

## Altri media
Al film è legato un videogioco dall'omonimo titolo.